# Megathyminae
A Megathyminae a rovarok (Insecta) osztályának a lepkék (Lepidoptera) rendjéhez, ezen belül a valódi lepkék (Glossata) alrendjéhez tartozó busalepkék családjának egyik alcsaládja.

## Rendszerezés
Az alcsaládba az alábbi nemzetségek és nemek tartoznak:
- Aegialini
  - Aegiale
  - Turnerina
- Agathymini
  - Agathymus
- Megathymini
  - Megathymus
  - Stallingsia